# Monaster Krzyża Świętego w Castro Valley
Monaster Krzyża Świętego – męski prawosławny klasztor w Castro Valley, w Diecezji Bułgarskiej Kościoła Prawosławnego w Ameryce.
Inicjatorem powstania klasztoru był jego pierwszy przełożony, archimandryta Teodor (Micka). W 1965 przyjął on święcenia kapłańskie. W 1970 razem z jednym uczniem duchowym rozpoczął on tworzenie monasteru, który miał nosić wezwanie Krzyża Świętego. W 1979 za zaoszczędzone pieniądze i kwotę uzyskaną drogą spadku zakupili oni budynek w Castro Valley, który za zgodą biskupa Zachodniej Pensylwanii Cyryla został wyświęcony na męski klasztor.
Życie monastyczne w Castro Valley prowadzi 2 mnichów. Część nabożeństw odprawianych w kaplicy monasterskiej jest otwarta dla wszystkich zainteresowanych.